# Illueca
Illueca es un municipio de la provincia de Zaragoza, comunidad autónoma de Aragón, en España, capital de la comarca del Aranda.
Tiene una población de 2727 habitantes (INE 2024) y un área de 24,86 km².

## Geografía
Distante 89 km de Zaragoza y 39 km de Calatayud, Illueca se encuentra situada en el sistema Ibérico a 599 m s. n. m., en una fosa tectónica recorrida por el río Aranda, flanqueada por los macizos tectónicos de las sierras de la Virgen y de la Camamila.
Su temperatura media anual es de 12,1° C y su precipitación anual de 475 mm.

## Historia

### Edad Media
Illicata y, más tarde, Illoca, son los nombres con que Illueca es mencionada en documentos medievales.
Tras la Reconquista, se sabe que en el siglo XII Pedro Taresa, señor de Borja, tuvo la posesión del castillo y de la localidad.
En el siglo siguiente la villa de Illueca formó, junto con Gotor, una baronía que fue concedida por Jaime I al hijo del último rey moro de Mallorca, adoptado por él tras su conversión.
De esta manera, la baronía quedó incorporada a dicha familia desde 1250 hasta 1343, salvo una breve interrupción durante el reinado de Pedro III.
En 1343, Ximen Pérez de Gotor murió sin descendencia, heredando la baronía su hermana María Pérez de Gotor, quien contrajo nupcias con Juan Martínez de Luna.
Por ello, desde mitad del siglo XIV hasta la segunda mitad del siglo XVII, el castillo fue regido por el linaje de los Luna. La Casa de Luna fue una ilustre familia aragonesa cuyos miembros ocuparon importantes cargos y participaron en numerosas batallas en la reconquista de Aragón contra los musulmanes; tras la victoria en la batalla de Luna —municipio de las Cinco Villas—, el rey Sancho Ramírez les concedió el señorío de dicha Villa.
El segundo hijo de aquel matrimonio entre María Pérez de Gotor y Juan Martínez de Luna fue don Pedro de Luna y Gotor, futuro Benedicto XIII, nacido en esta localidad en 1328.
Durante la Edad Media, en la localidad vivió una importante comunidad musulmana. El valle del Jalón y sus afluentes constituyeron una de las zonas del Reino de Aragón con mayor proporción de población islámica.
Asimismo, la comunidad judía —de aparición más tardía— coexistíó con cristianos y musulmanes; la primera referencia documental a la aljama judía data de 1424. En Illueca no hubo calles y barrios donde sus vecinos fueran únicamente cristianos, moros o judíos, si bien, por noticias documentales, algunos residentes prefirieron tener por colindantes a miembros de su misma comunidad religiosa.
Como en otros lugares de señorío, cuando existían asuntos que incumbían a todos sus moradores, se congregaban conjuntamente las tres comunidades; reunidos el concejo cristiano y ambas aljamas —al principio del siglo XV sólo la de moros— deliberaban y tomaban acuerdos juntos, sin que parezca que hubiera barreras de razas, «leyes» o costumbres.

### Edad Moderna y Contemporánea
Los señores de Illueca fueron personajes influyentes en la política del reino, siendo reconocidos como una de las ocho grandes casas nobiliarias de Aragón (1528).
Con Pedro de Luna —virrey de Aragón en 1540 y de Cataluña en 1554—, adquirieron el título de condes de Morata, titulación que mantuvieron hasta 1665, cuando Doña Ana Polonia Manrique de Luna, V Condesa de Morata, al no tener sucesión, vendió el señorío a Francisco Sanz de Cortes, I Marqués de Villaverde desde 1670.
En el siglo XIX, la herencia de los Sanz de Cortés pasa a los Muñoz de Pamplona, condes de Argillo. Durante el trienio liberal, el territorio del antiguo reino de Aragón se dividió en cuatro provincias, Huesca, Zaragoza, Teruel y Calatayud (1822), quedando Illueca englobada en esta última, hasta que dicha división fue revocada en 1823.
Pascual Madoz, en su Diccionario geográfico-estadístico-histórico de España y sus posesiones de Ultramar de 1845, describe a Illueca en los términos siguientes: 

Tiene como 300 casas, 12 calles y 6 plazas; casa de ayuntamiento, cárcel y 1 palacio del conde de Argillo, en el que residieron los restos del anti-papa Luna, que nació en él.

 En cuanto a la economía de la localidad, indica que: 

La mayor parte del vecindario [se dedica] á la fabricacion de paños ordinarios, para lo que hay batanes, fábricas de perchar y 6 tintes: se cuentan también un molino harinero de 2 muelas y 1 de aceite.

Posteriormente los Bordiu heredaron el señorío, donando el Castillo al pueblo.

## Demografía
Illueca cuenta con una población de 2727 habitantes (INE 2024).
| Gráfica de evolución demográfica de Illueca entre 1842 y 2021                                                       |
| |
| Población de derecho según los censos de población del INE Población de hecho según los censos de población del INE |

En el fogaje de 1495 —censo del Reino de Aragón ordenado por el rey Fernando el Católico—, Illueca figura con 57 hogares, lo que equivale a una población aproximada de 290 habitantes.
El censo de España de 1857, que inauguraba la serie estadística, registra una población de 1773 habitantes para la localidad, siendo en ese momento el segundo núcleo más poblado del partido judicial de Calatayud, tras la capital y Calatayud.
Illueca es un municipio progresivo desde el punto de vista demográfico, habiendo incrementado su población en un 90% en el pasado siglo XX. En 1900 contaba con 1738 habitantes para pasar a 3304 en 2001. Ello obedece a que su actividad económica se diversifica entre la agricultura y la industria, siendo esta última la predominante. 
No obstante, se observa un descenso demográfico en el siglo XXI: en 2020 la población del municipio ascendía a 2809 habitantes.

## Economía
La agricultura en Illueca tiene un carácter de policultivo con base vitícola, estando el 40% de la superficie cultivada dedicada a la vid. Predomina la agricultura de secano, puesto que tan sólo el 16% de la superficie cultivada corresponde a regadío.
En su conjunto, la agricultura posee carácter de subsistencia.
La industria constituye la base económica de la villa.
Aunque tradicionalmente estuvo ligada a la fabricación de paños —se calculan más de un centenar de telares a mediados del siglo XIX—, actualmente predomina la fabricación de calzado. 
Los antecedentes de esta industria se remontan al siglo XVII, cuando se implantaron tres curtidurías junto al río Aranda.
Su impulso se inicia en la década de 1920, si bien su consolidación tiene lugar en 1940, con el incremento de la producción y la aparición de numerosas fábricas, muchas de las cuales persisten actualmente.

## Administración y política
| Período             | Alcalde                                                       | Partido | Partido |
| ------------------- | ------------------------------------------------------------- | ------- | ------- |
| 1979-1980 1980-1983 | Jesús Forcés Zapata Antonio Melús Gaspar                      | CD      |         |
| 1983-1987           | Ramón Urbano                                                  | PSOE    |         |
| 1987-1991           | Marcelino Andaluz                                             | PAR     |         |
| 1991-1995           | Marcelino Andaluz                                             | PAR     |         |
| 1995-1999           | Marcelino Andaluz (1995-96) - José Javier Vicente (1996-1999) | PAR     |         |
| 1999-2003           | José Javier Vicente                                           | PAR     |         |
| 2003-2007           | José Javier Vicente                                           | PAR     |         |
| 2007-2011           | Fernando Escribano                                            | PSOE    |         |
| 2011-2015           | Ignacio Herrero                                               | PP      |         |
| 2015-2019           | Ignacio Herrero                                               | PP      |         |
| 2019-2023           | Ignacio Herrero                                               | PP      |         |
| 2023-2027           | José Javier Vicente                                           | PAR     |         |

| Partido político    | Partido político                                   | 2003   | 2007   | 2011   | 2015   | 2019   | 2023   |
| Partido político    | Partido político                                   | Ediles | Ediles | Ediles | Ediles | Ediles | Ediles |
|                     | Partido Popular de Aragón (PP)                     | 1      | 3      | 5      | 6      | 4      | 4      |
|                     | Partido de los Socialistas de Aragón (PSOE-Aragón) | 4      | 4      | 2      | 3      | 3      | 3      |
|                     | Partido Aragonés (PAR)                             | 6      | 2      | 3      | 1      | 0      | 4      |
|                     | Chunta Aragonesista (CHA)                          | —      | 2      | 1      | 1      | 0      | —      |
|                     | Izquierda Unida (IU)                               | —      | —      | 0      | —      | —      | —      |
|                     | Ciudadanos (CS)                                    | —      | —      | —      | —      | 4      | —      |
| Total de concejales | Total de concejales                                | 11     | 11     | 11     | 11     | 11     | 11     |

## Cultura

### Patrimonio
Patrimonio civil

Castillo-palacio de Benedicto XIII, el Papa Luna

El Castillo palacio del Papa Luna ocupa la cota más alta de la villa, emplazado sobre un espolón rocoso.
Declarado Monumento Nacional el 3 de junio de 1931 y Bien de Interés Cultural (BIC) en 1985, constituye un impresionante conjunto levantado en mampostería y ladrillo de planta rectangular muy alargada.
Debido a la dilatación de las obras en el tiempo, pueden distinguirse en él tres estilos arquitectónicos: mudéjar, renacentista y barroco.
En el interior del edificio se encuentran interesantes yeserías barroco-mudéjares del siglo XVII, así como dos salas con friso gótico-mudéjar de círculos decorativos. 
Destacan la sala Dorada, que era el salón de protocolo, y la sala de la Alcoba, lugar de nacimiento de Benedicto XIII, el Papa Luna; ambas estancias están cubiertas con magníficos aljarfes policromados mudéjares.
Tampoco hay que olvidar la sala del Mausoleo —antigua capilla del castillo—, lugar donde reposaron los restos del pontífice.
La Casa palacio de los Saldaña es un edificio barroco de tres plantas del siglo XVIII. La portada en ladrillo se abre mediante un arco de medio punto enmarcado entre pilastras.
Patrimonio religioso

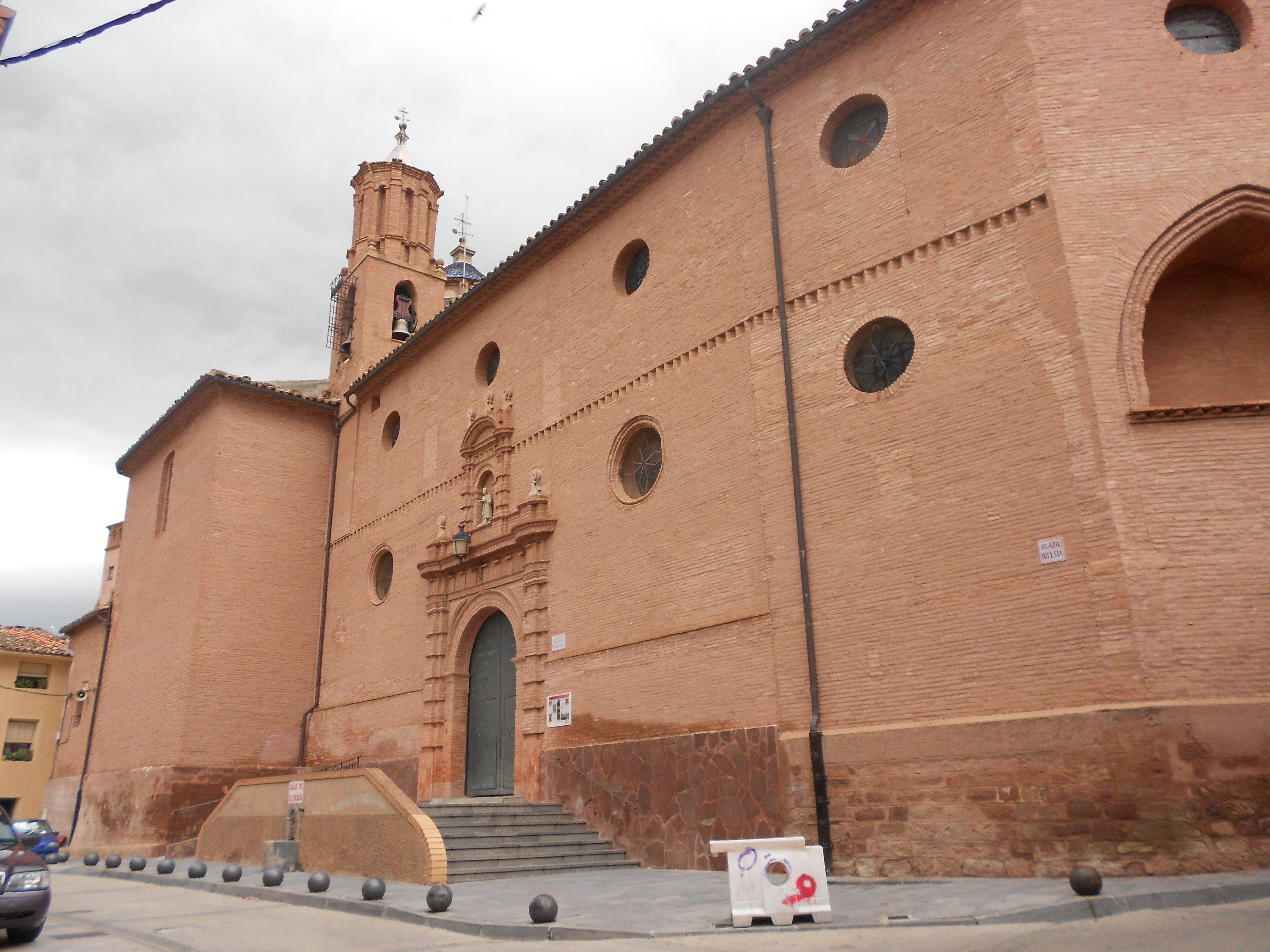
Iglesia parroquial de San Juan Bautista

La iglesia parroquial, dedicada a San Juan Bautista, es un templo de grandes proporciones, construido a base de ladrillo y tapial.
Fue edificado en dos fases diferenciadas. En una primera fase, llevada a cabo en los siglos XIV y XV y atribuida al maestro Mahoma Rami —arquitecto del Papa Luna—, se levantó una iglesia mudéjar de una nave y cabecera poligonal con dos torres flanqueando el tramo de los pies. A la segunda etapa, efectuada entre 1677 y 1678 por Juan de Marca, se debe la reforma barroca así como la reorientación del templo. Los retablos de su interior están fechados entre el siglo XVI y el XVIII.
La ermita de San Babil, patrono de la villa, constituye un interesante ejemplo del barroco popular, construida en el siglo XVII. Está decorada con una ornamentación pictórica en los techos, a base de motivos vegetales, angelotes y cornucopias. Se encuentra junto a la zona de las antiguas bodegas y se accede a ella desde una gran explanada dispuesta en varios niveles.
Otra ermita en Illueca es la de San Ildefonso, situada en una altiplanicie sobre el Calvario, y —al igual que la de San Babil— es de nave única.

### Fiestas

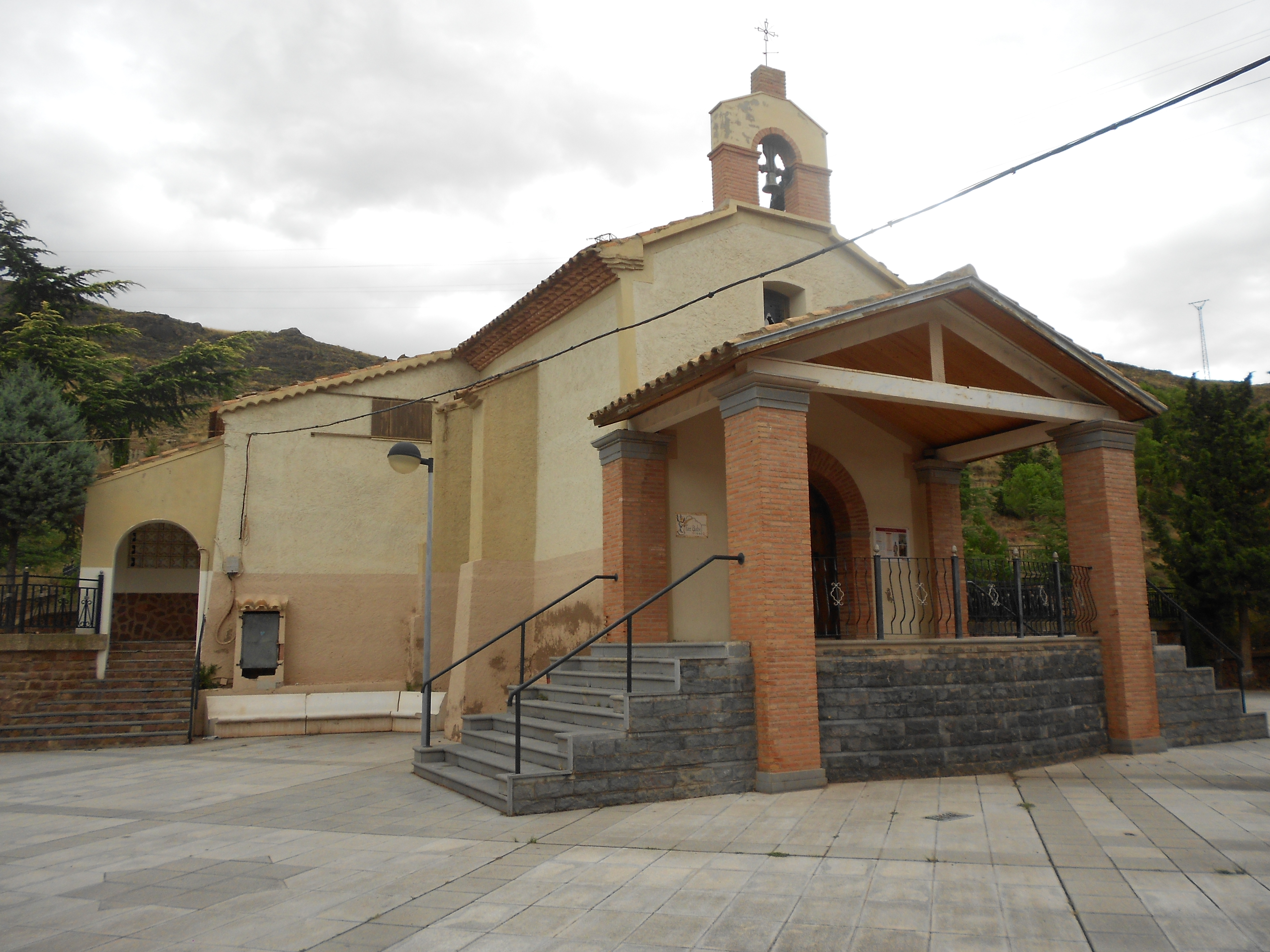
Ermita de San Babil, patrono de Illueca

- Las fiestas mayores tienen lugar el 24 de enero, en honor de San Babil. En el aspecto folclórico sobresalen los llamados cantos de corro, que en Illueca reciben el nombre de «somerondones». El baile tradicional se realiza en torno a una hoguera, con todas las personas cogidas de la mano.
- Otra festividad es la que se celebra el 24 de junio, en honor de san Juan.
- El 25 de octubre se celebra en Illueca la festividad de San Crispín y San Crispiniano, patrón de los zapateros. El santo sale de una de las fábricas de calzado de la localidad y se realiza la ofrenda con zapatos.

### Deporte
El fútbol en la localidad, tanto masculino como femenino, está representado por el Club de Fútbol Illueca.

## Personas destacadas

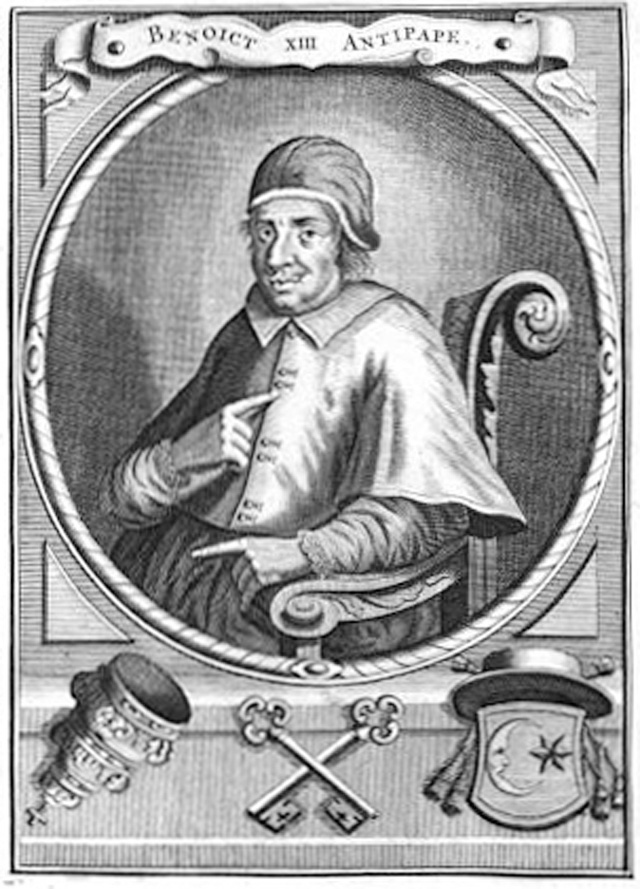
Benedicto XIII de Aviñón

Esta localidad es célebre por ser el lugar de nacimiento en 1328 de Pedro Martínez de Luna, más conocido con el apelativo de Papa Luna, papa en la obediencia de Aviñón.
Cardenal desde diciembre de 1375, fue elegido pontífice en 1394.
En una época en la que hubo hasta tres papas simultáneamente, se le pidió que renunciase al pontificado; al negarse, fue condenado en el concilio de Constanza de 1415 como hereje y antipapa, y depuesto. 
Figura controvertida, ha sido objeto de numerosos estudios en todos los tiempos y desde diversos puntos de vista.
Todavía hoy se debate entre la grandeza de su alma y su tesonería en la defensa de los derechos adquiridos en el pontificado.
Murió en Peñíscola en 1424 y sus restos regresaron a Illueca, su villa natal.
Sin embargo, según la tradición y las crónicas de la época, los restos de Benedicto XIII finalmente acabaron en el río Aranda durante la Guerra de Sucesión; sólo pudo ser recuperado su cráneo río abajo por unos labradores.
Este fue posteriormente depositado en la capilla del palacio de los Condes de Argillo en Saviñán.
No obstante, en abril de 2000 el cráneo del Papa Luna fue sustraído del palacio debido al estado de abandono que este presentaba.
Tras su recuperación, se llevó a cabo un estudio para autentificar su identidad y fue posteriormente declarado Bien de Interés Cultural.